# Анри от Гент
Анри от Гент (на латински: Henricus de Gandavo или Henricus Gandavensis) е фламандски схоластически философ, известен като Доктор Солемнис („Тържествения доктор“).

## Биография
Роден е около 1217 година в областта Муде, близо до Гент, Фландрия. Предполага се, че принадлежи към италианска фамилия известна като Бониколи, но въпроса за името му се дискутира все още.
Учи в Гент, а по-късно и в Кьолн при Алберт Велики. След като получава докторска степен се завръща в Гент и се смята, че първи изнася публични лекции по философия и теология. От 1276 г. преподава богословие в Париж. Бил е църковен служител в Турне и Брюж.
Сред главните му съчинения са „Сума от обичайни въпроси“ и „Разнообразни въпроси“. Епископът на Париж, Етиен Тампие, осъжда 219 твърдения, правени от членовете на Богословския факултет на университета. Анри е участвал в създаването на някои от твърденията и поради това е призован да се яви при папския легат след своя приятел августинианец Жил от Рим. Призоваването му е било с цел да му промени мнението относно Тома Аквински и неговата теза за унификацията, че има само един интелект у всички човешки същества.

## Илюминатизъм
Идеите на Анри съдържат много елементи от платонизма. Анри от Гент прави разлика между познание за реалните обекти и божественото вдъхновение, чрез което ние познаваме същността и съществуването на Бог. Първото не хвърля никаква светлина върху второто. Индивидите се състоят не от материални елементи, а от своето независимо съществуване, тоест, в крайна сметка, от факт, че са създадени като отделни същности. Универсалиите могат да бъдат разграничавани според това дали имат връзка с нашия ум или с божествения ум.

## Творби
- Quodlibeta Theologica (Paris, 1518; Venice, 1608 and 1613). „Разнообразни въпроси“
- Summae quaestionum ordinarium (Paris, 1520; Ferrara, 1646) – „Сума от обичайни въпроси“
- Henrici de Gandavo Opera Omnia Leuven: Leuven University Press, 1979 sqq.
- Syncategoremata Henrico de Gandavo adscripta edited by H.A.G. Braakhuis, Girard J. Etzkorn, Gordon Wilson. With an introduction by H.A.G. Braakhuis; Leuven: Leuven University Press, 2010.

## Изследвания за Анри от Гент
- Flores J. C., Henry of Ghent: Metaphysics and the Trinity, Leuven: Leuven University Press 2006.
- Gracia, J.E. & Noone, T., A Companion to Philosophy in the Middle Ages, Malden: Blackwell, 2003.
- Marrone S. Truth and Scientific Knowledge in the Thought of Henry of Ghent, Cambridge: Medieval Academy of America, 1985.
- Wilson G. A., (ed.) A Companion to Henry of Ghent Leiden: Brill 2011.